# لارا جيدينجز
لارا جيدينجز (بالإنجليزية: Lara Giddings)‏ (و. 1972 – م)هي سياسية من أستراليا . تولت منصب عضو مجلس النواب تسمانيا من الجمعية (20 يوليو 2002–)، وعضو مجلس النواب تسمانيا من الجمعية (24 فبراير 1996–29 أغسطس 1998) .
وهي عضوة في حزب العمال الأسترالي .

## التعليم
تعلمت في جامعة تسمانيا.